# Weed Forestin'
| Recensione     | Giudizio |
| -------------- | -------- |
| Piero Scaruffi | [ 1 ]    |
| Pitchfork      | [ 2 ]    |

Weed Forestin' è il secondo album in studio dei Sebadoh, pubblicato nel 1990.

## Produzione
Grazie al successo dell'album precedente, venne pubblicato nel 1990, sempre dalla Homestead Records, un secondo album, con 23 brani che erano stati registrati da Lou Barlow, già membro dei Dinosaur Jr., nel 1986 su una cassetta mediante un registratore a 4 tracce nel seminterrato di casa sua, insieme a Eric Gaffney che suonava le percussioni; questa cassetta era stata pubblicata in modo amatoriale in un centinaio di copie nel 1987 sotto il nome di Sentridoh e comprendeva versioni embrionali di brani che verranno poi registrati nuovamente per album successivi dei Sebadoh come "Brand New Love" e "It's So Hard to Fall in Love". Sempre nel 1990 i brani dell'album vennero combinati con quelli dell'album precedente, The Freed Man, e fu pubblicato un CD intitolato The Freed Weed.
La versione del brano "Brand New Love" inclusa in questa compilation venne accorciata a tre minuti eliminando gli ultimi trenta secondi che erano costituiti da frammenti di altre registrazioni di brani dei Dinosaur Jr. (una sezione accelerata di "The Lung" e due ripetizioni di una sezione di "Throw Down", la prima delle quali è rallentata, la seconda è a velocità normale).
Nel 2012 Barlow, insieme a Maxwell Wood, ha ristampato l'album sotto il nome originale di Sentridoh, basandosi sulle registrazioni originali a quattro tracce; l'album è stato pubblicato in formato audiocassetta, CD e LP con allegato una audiocassetta di materiale inedito, Child of the Apocalypse.

## Tracce
Testi e musiche di Lou Barlow.
1. Temporary Dream
2. New Worship
3. Subtle Holy Gift
4. My Own Religion
5. Ride the Darker Wave
6. More Simple
7. Jealous of Jesus
8. Mr. Genius Eyes
9. Perfect Power
10. Feeding Evil
11. Sexual Confusion
12. Three Times A Day
13. Gate to Hell
14. Broken
15. Whitey Peach
16. I Can't See
17. Take My Hand
18. Pound My Skinny Head
19. I Believe in Fate
20. Waited Forever
21. Slightest Suggestion
22. It's So Hard to Fall in Love
23. Brand New Love

## Formazione
- Lou Barlow: chitarra, voce
- Eric Gaffney: percussioni